# Шувалов, Иван Григорьевич
Ива́н Григо́рьевич Шува́лов (1900 год, Москва — 1938 год, Бутово) — советский химик-технолог, первый директор завода «Акрихин».

## Биография
Родился в Москве в 1900 году, его мать была кухаркой.
После окончания начального училища с 12 лет  работал на кондитерской фабрике. В октябре 1918 года поступил на Кремлёвские пулемётные курсы. В 1919—1920 годах служил в Саратове, участвовал в установлении советской власти в Азербайджане и Грузии, был начальником пулемётной команды 18-й Кавказской армии, возглавлял орготдел Азербайджанской дивизии. В 1920 году вступил в ВКП(б). После гражданской войны работал инструктором политуправления Московского военного округа, секретарём ячейки ВКП(б) на химзаводе, заместителем директора Владимирского химзавода, директором Кинешемского химзавода, инспектором «Анилтреста», директором экспериментального завода в Москве.
В 1931 году окончил кафедру полупродуктов и красителей (рук.  Ворожцов, Николай Николаевич ) Московского химико-технологического института им. Д. И. Менделеева и Промышленную академию и был назначен техническим директором «Анилстроя».
Приказом НКТП № 1599 от 28 декабря 1934 года назначен начальником строительства химико-фармацевтического завода «Акрихин». Под его руководством завод сложного органического синтеза был возведён в короткие сроки. Построили шесть производственных корпусов, смонтировали оборудование, освоили многостадийную технологию получения акрихина. За это же время вырос заводской поселок с жилыми домами, школой, клубом, детсадом, амбулаторией, магазином и баней. В работе на «Акрихине» пригодились Ивану Григорьевичу и его большой организаторский опыт и твердый характер, неистощимая энергия и крепкая воля. Он четко видел поставленную задачу н добивался её исполнения. От специалистов требовал полной отдачи, инициативу поощрял, сам контролировал многие процессы на объектах. Его видели в Наркомтяжпроме, членом совета которого он был избран в 1936 году, и в проектном бюро, в производственных цехах и жилищах рабочих. Он успевал проверять состояние подсобного хозяйства и качество обедов в рабочей столовой, следил за строительством завода, жилых домов и дома отдыха на Луковом озере. За время его работы на заводе не было ни аварий, ни взрывов. В период строительства завода уже видел и перспективу его развития. Именно тогда началось проектирование второй очереди предприятия с планированием выпуска наркозного эфира и салициловых препаратов, созданием научно-исследовательской лаборатории и опытного цеха. Численность работающих предполагалось увеличить до четырех тысяч человек. Он мечтал о строительстве благоустроенных жилых домов для акрихиновцев, Дворце культуры, стадионе и бассейне. Многое из того, о чем мечтал первый директор, осуществилось в последующие годы.

## Место жительства
Проживал в Москве по адресу Колхозная пл., д.7/14, кв.29.

## Смерть и реабилитация
Приговорён ВКВС СССР 8 апреля 1938 года к расстрелу по обвинению в активном участии в контр-революционной организации. Расстрелян 8 апреля 1938 года. Реабилитирован 2 марта 1957 года.
Место захоронения: полигон Бутово — Комунарка.